# 俵浩三
俵 浩三（たわら ひろみ、1930年5月11日 -2020年11月30日）は、日本の景観学者、林学者、専修大学北海道短期大学名誉教授、学術博士（北海道大学）。東京都台東区生まれ。

## 経歴
- 1948年、東京都立上野中学校（旧制）卒業
- 1953年、千葉大学園芸学部卒業。同年厚生省国立公園部勤務、中部山岳国立公園管理官（国立公園レンジャー第1号）
- 1956年、支笏洞爺国立公園管理官
- 1959年、北海道林務部技師
- 1967年、自然公園計画係長
- 1969年、阿寒国立公園管理事務所長
- 1971年、北海道生活環境部自然保護課長補佐
- 1977年、野幌森林公園事務所長（1980年～管理部長）
- 1980年、国立公園協会第1回田村賞受賞。
- 1983年、専修大学北海道短期大学教授（造園林学科）
- 1984年、北海道自然保護協会理事（～2008年）
- 1985年、専修大学北海道短期大学造園林学科長（～1991年）
- 1989年、「北海道における公園と自然保護の発達に関する研究」で北海道大学学術博士。
- 1990年、日本造園学会賞（研究論文部門）
- 1992年、専修大学北海道短期大学図書館長（～1998年）
- 1994年、北海道自然保護協会会長（～2004年）
- 2001年、専修大学北海道短期大学退任、名誉教授。
- 2002年、日本造園学会上原敬二賞受賞。

## 著書
- 『北海道の自然美を訪ねて』山と渓谷社 アルパイン・ガイド 1963
- 『北の風土 北海道自然保護小史』えぞまつ豆本の会 1977
- 『北海道の自然保護 その歴史と思想』北海道大学図書刊行会 北大選書 1979　1981 増補版
- 『地図の本4 北海道』地図の本編集部 日地出版 1983
- 『緑の文化史 自然と人間のかかわりを考える』北海道大学図書刊行会 1991
- 『牧野植物図鑑の謎』1999 平凡社新書
- 『北海道・緑の環境史』北海道大学出版会 2008

### 共編著
- 『北海道の山』今村明信 共編. 山と渓谷社, 1971

## 参考
- 俵浩三, 油井正昭, 丸山宏, 「俵浩三先生 (人物インタヴュー・第20回上原敬二賞受賞者)」『ランドスケープ研究』 日本造園学会誌, 66(4), p.312-315, 2003-03, NAID 110004308399